# بخش سالاوینا
بخش سالاوینا (به اسپانیایی: Departamento Salavina) یک منطقهٔ مسکونی در آرژانتین است که در استان سانتیاگو دل استرو واقع شده‌است.